# Karl-Gustav Zimmerman
Karl-Gustav Zimmerman, född 1903 i Lista socken, död 1988, var en svensk jägmästare.
Karl-Gustav Zimmerman var brorson till, och växte upp hos, bruksdisponenten i Korsnäs AB Gerdt Zimmerman. Han avlade studentexamen i Gävle 1921 och utexaminerades från Skogshögskolan 1926. Zimmerman hade under de följande åren anställning vid Domänverket och Skogsvårdsstyrelsen men utnämndes 1937 till skogsförvaltare i Stora Kopparbergs AB. Därefter var han 1951-1961 skogschef för Hellefors Bruks AB:s skogar, för att slutligen sedan Billeruds AB köpt Hellefors, bli chef för Hellefors skogschefsdistrikt och tillika platschef på Hellefors bruk fram till att han pensionerades 1968.
Zimmerman var ledamot i Skogshögskolans styrelse 1962-1968, ordförande för Civiljägmästarnas och Forstmästarnas Förening 1960-1972, ledamot i styrelsen för Sveriges skogsägareförbund 1952-1967, ledamot i styrelsen för Skogsbrukets arbetsgivare, ledamot i arbetsutskottet för Forskningsstiftelsen Skogsarbeten 1962-1968 och ledamot i styrelsen för Fonden för skogsvetenskaplig forskning 1959-1965. 1963 valdes han in som ledamot av Kungliga Skogs- och Lantbruksakademien. 